# Малкълм Лоури
Кларънс Малкълм Лоури (на английски: Clarence Malcolm Lowry) е английски поет и писател на произведения в жанра съвременен роман.

## Биография и творчество
Малкълм Лоури е роден на 28 юли 1909 г. в Ню Брайтън, Мърсисайд, Англия. Четвърти син на Евелин Бодън и Артър Лоури, памучен брокер от Къмбърланд. Отличен ученик в училището-интернат „Лейс“ и колежа „Сейнт Катерина“ в Кеймбридж. Живее в голямо имение с прислуга, но започва да пие още на 14 години. На 15 г. печели престижен голф шампионат и участва във ветроходни регати.
Баща му очаква да продължи да учи в Кеймбридж, но той го убеждава да работи като моряк на кораб към Далечния изток, и през май 1927 г. отплава от Ливърпул на товарния кораб „SS Pyrrhus“. Петте месеца в морето му дават истории, които са в основата на романа „Ултрамарин“.
През есента на 1929 г. постъпва в Кеймбридж и през 1931 г. завършва с пълно отличие по английски език. По време на следването му се самоубива неговия съквартирант, който е влюбен в Лоури, но Лоури го отхвърля. За смъртта му той се чувства отговорен през целия си живот. Това го тласка към двете му мании – алкохола и литературата. Докато е студент пише първия си роман „Ултрамарин“.
След Кеймбридж за кратко живее в Лондон, където се среща с литературните кръгове от 30-те и уелския поет Дилън Томас. При пътуване до Испания се среща с първата си жена Джан Гейбриъл, с която се женят във Франция през 1934 г. Връзката им е бурна, което се дължи на пиенето му и общуването му с хомосексуалисти. След раздяла им той я последва в Ню Йорк, но през 1936 г. е настанен в психиатричната болница „Белвю“ след инцидент вследствие на алкохола. Избягва депортиране като отива в Холивуд, където започва да пише втория си роман „Под вулкана“.
Двойката се премества на 2 ноември 1936 г. в град Куернавака в Мексико, в последен опит да спасят брака си. Лоури продължава да пие и да пише усилено. Опитът им се проваля и Джан избягва с друг мъж в края на 1937 г. През лятото на 1938 г. той напуска Мексико, а семейството му го настанява в хотел „Нормандия“ в Лос Анджелис. Продължава да работи върху романа си, а през 1939 г. се срещна с втората си съпруга, актрисата и писател Маржъри Бонър.
През август 1939 г. той се премества във Ванкувър, Канада. По-късно, Маржъри също отива във Ванкувър, където те се женят през 1940 г. Заселват се в малка къща в близост до Долартън в Британска Колумбия северно от Ванкувър. Маржъри му оказва положително влияние, редактирайки умело произведенията му.
През 1947 г. е издаден многократно преработваният роман „Под вулкана“. Първоначално той няма успех, но след смъртта му придобива световна известност. Смятан е за един от световните литературни шедьоври и е включен в Списъка на 100-те книги на 20 век според Монд, както и в много други класации. През 1984 г. е екранизиран от Джон Хюстън в успешния едноименен филм с участието на Албърт Фини, Жаклин Бисет и Антъни Андрюс.
Двойката пътува до Европа, Америка и Карибския басейн, и макар Лоури да продължава да пие много, това е относително спокоен, щастлив и продуктивен период в хаотичния му живот. Тази идилия продължава до 1954 г., когато той започва да изпада все по-често в алкохолна абсистенция.
След романа „Под вулкана“ той пише много, но не завършва ръкописите си. Темите му за изгнанието и отчаянието, собствената му страст към пътешествия и хаотичния му начин на живот, го превръщат в икона за късните поколения писатели.
Малкълм Лоури умира от злоупотреба с алкохол и барбитратно отравяне, определено като „смърт при злополука“, на 26 юни 1957 г. във вилата си в Райп, Източен Съсекс, Англия. Голямата част от ръкописите и писмата му са публикувани след смъртта му със съдействието на вдовицата му и други писатели.
През 1976 г. от Национален филмов съвет на Канада е направен документалния филм „Вулканът: проучване на живота и смъртта на Малкълм Лоури“ режисиран от Доналд Брайтейн и Джон Крамър. С четене на откъси от романа на Лоури от Ричард Бъртън се представя живота на писателя на фона на гледки от Мексико, САЩ, Канада и Англия.

## Произведения

### Романи
- Ultramarine (1933)
- Under the Volcano (1947)
Под вулкана, изд.: „Народна култура“, София (1982), пр. Спас Николов

#### Издадени посмъртно
- Hear Us O Lord from Heaven Thy Dwelling Place (1962)
- Lunar Caustic (1968)
- Dark As the Grave Wherein My Friend Is Laid (1969)
- October Ferry to Gabriola (1970)

### Сборници
- Poems (1961) – поезия
- The Selected Poems (1962) – поезия
- Twelve Poems (1962) – поезия
- The Collected Poetry of Malcolm Lowry (1991) – поезия
- The Voyage That Never Ends (2007)

### Документалистика
- Selected Letters (1965)
- Letters Between Malcolm Lowry and Jonathan Cape (1966)
- Sursam Corda!: The Collected Letters of Malcolm Lowry (1994)

### Книги за Малкълм Лоури
- Malcolm Lowry (1970) – от Даниъл Буун Додсън
- Malcolm Lowry: A Bibliography (1983) – от Дж. Хауърд Уолмър
- Malcolm Lowry: A Biography (1984) – от Дъглас Дей
- Malcolm Lowry (1984) – от Ричард Хауер Коста

### Екранизации
- 1984 Под вулкана (филм), Under the Volcano